# Mamadou Diabang
Mamadou Diabang est un footballeur sénégalais, né le 21 janvier 1979 à Dakar en Sénégal. Il évolue comme attaquant.

## Palmarès
- VfL Bochum
  - Champion de 2.Bundesliga en 2006.
- FK Austria Vienne
  - Vainqueur de la Coupe d'Autriche en 2009.